# Flytjigg
Flytjigg är ett fiskeredskap och som namnet antyder, en flytande jigg. I stället för blyhuvud är huvudet gjort i balsa och gör därmed jiggen flytande. Genom balsahuvudet löper en enkelkrok som man kan montera antingen fjädrar eller olika jiggkroppar på. Flytjiggen fungerar bra i vatten med mycket vegetation eller där det inte är speciellt djupt. Vill man få längre kast eller få jiggen att sträva djupare kan man montera ett sänke och en flytjigg på ett trevägslekande.